# Antoninianus

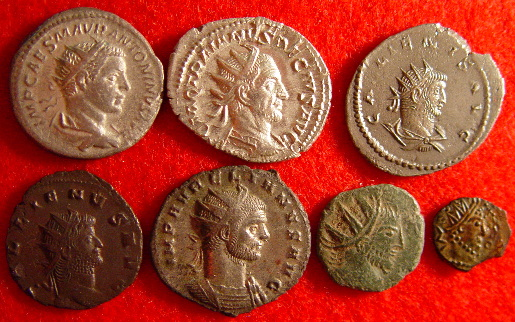
Rândul 1: Elagabalus (argint 218-222), Decius (argint 249-251), Gallienus (253-268)
Rândul 2: Gallienus (cupru 253-268), Aurelian (270-275), imitație (cupru), imitație (cupru)

Antoninianus a fost o monedă folosită în timpul Imperiului Roman. 

## Date generale
Se crede că moneda cunoscută, în rândul numismaților, sub denumirea de antoninianus, a fost evaluată la 2 denari. Aceasta a fost inițial de argint, dar a fost, încetul cu încetul, devalorizată și bătută în bronz. Inițial, moneda a fost introdusă de Caracalla, la începutul anului 215 și a fost din argint, similară cu denarul, cu excepția faptului că a fost ușor mai mare și împăratul era reprezentat purtând o coroană radială. Aceasta a fost evaluată la de două ori mai mult decât moneda precedentă. Multe monede antoninianus ilustrau femei (de obicei, soția împăratului), însă era reprezentat doar bustul pe o semilună.
Dar chiar și după introducerea în conținutul ei a argintului, moneda a fost egală numai cu 1,5 denari. Acest lucru a ajutat la crearea inflației - oamenii au tezaurizat rapid denarii, în timp ce cumpărătorii și vânzătorii au văzut că noile monede au o valoare mai mică intrinsecă și de aceea au compensat prin ridicarea prețurilor. Livrările de lingouri de argint au scăzut deoarece Imperiul Roman nu a mai cucerit un teritoriu nou, și pentru că o serie de împărați (soldați și rebeli) aveau nevoie de monedă pentru a-și plăti trupele și a le cumpăra loialitatea. Deci, fiecare nouă monedă de antoninianus a avut mai puțin argint în ea decât anterioara, și fiecare nouă emisiune de monedă a contribuit la inflație. Până la sfârșitul secolului al III-lea monedele au fost aproape în întregime din bronz topit, acesta provenea de la monedele vechi ca sestertius. Vaste cantități au fost produse, o proporție mare a stocurilor de astăzi sunt falsuri contemporane, adesea cu desene și modele greșite. Monedele individuale au fost de atunci, practic, fără valoare și au fost pierdute sau aruncate. Situația nu a fost diferită de hiperinflația Republicii de la Weimar din 1920 în Germania, atunci când banii de hârtie au fost tipăriți în abundență. Moneda a încetat să mai fie folosită până la sfârșitul secolului al III-lea, când o serie de reforme monetare au încercat să oprească declinul prin emiterea de noi tipuri de monedă.
Numismații moderni folosesc acest nume pentru monedă, deoarece nu se cunoaște cum a fost numită în antichitate. Numele i-a fost dat așa, pentru că un vechi document roman numit Historia Augusta (de fiabilitate, în general, scăzută) se referă la monede din argint numite, în mai multe ocazii, după un „Antoninus” (mai mulți împărați romani de la sfârșitul secolului al II-lea și începutul secolului al III-lea au purtat acest nume). Pentru că moneda lui Caracalla din argint a fost o nouă problemă, și el a luat denumirea de „Antoninius” ca parte din numele lui imperial. O asociere a numelui a fost făcută cu moneda, și, deși asocierea este cu siguranță eronată, denumirea a rămas.